# Griffon Hoverwork

Logo

Griffon Hoverwork Ltd. (bis 2009: Griffon Hovercraft) ist der weltgrößte Hersteller von Luftkissenfahrzeugen. Das britische Unternehmen hat seinen Sitz im südenglischen Southampton. Sämtliche Hovercrafts werden sowohl in zivilen wie auch militärischen Varianten produziert.

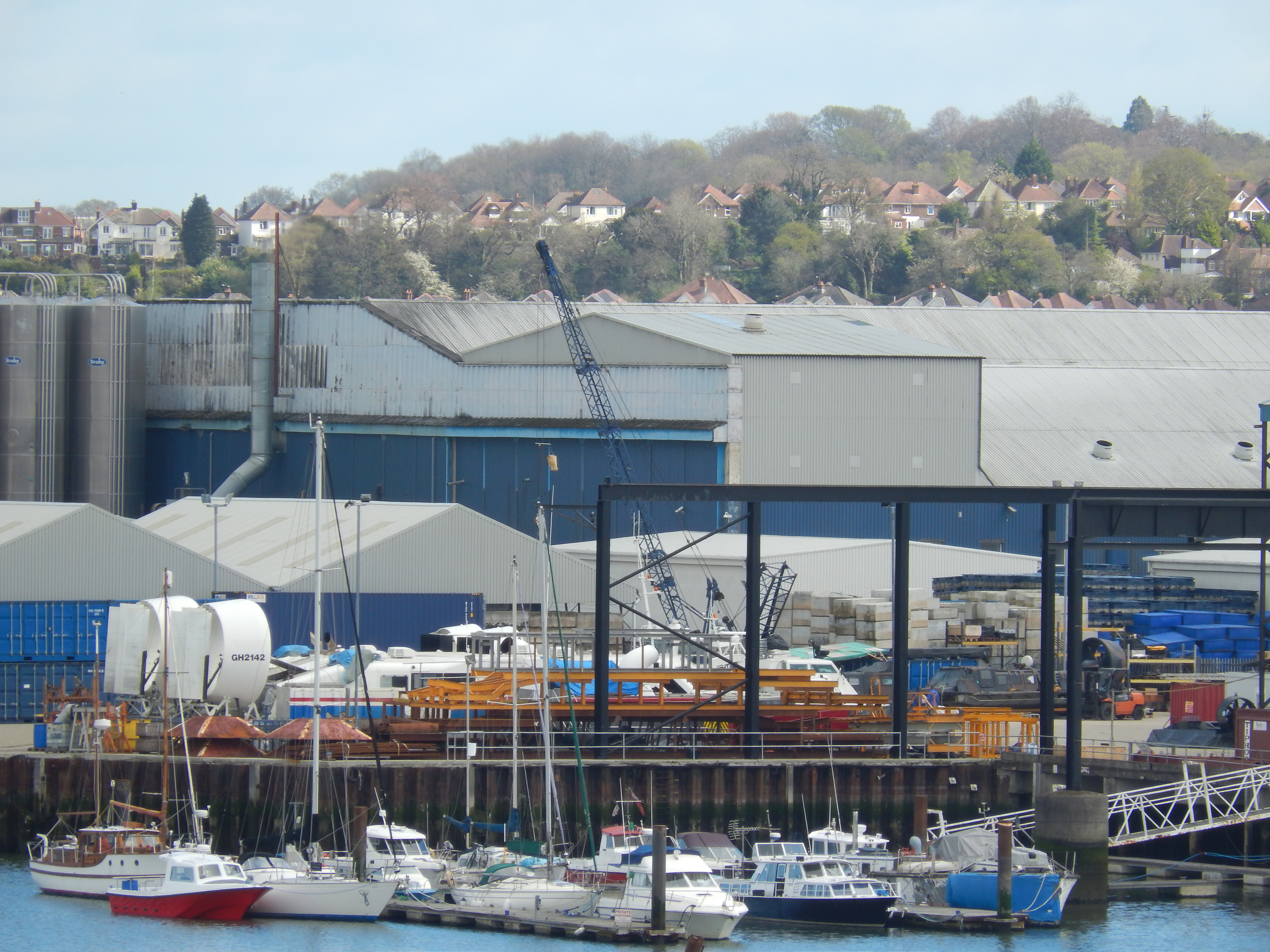
Werksanlagen in Southampton

## Geschichte
Griffon Hovercraft wurde 1976 von Edwin Gifford und Don Robertson gegründet. Gifford hatte bereits in den 1960ern mit Christopher Cockerell, dem Erfinder des Luftkissenfahrzeugs, an der Entwicklung von Hovercrafts und der Einrichtung regulärer Fährverbindungen auf dem Ärmelkanal gearbeitet. Als es in den 1970ern jedoch zu wesentlichen Meinungsverschiedenheiten zwischen den beiden Entwicklern kam, entschied sich Grifford eine eigene Firma zu gründen. Während Hovercrafts bislang mit Gasturbinen angetrieben wurden, entschied sich Gifford, einen Antrieb mit Benzinmotor zu entwickeln. Bereits ein Jahr nach der Firmengründung lieferte Griffon Hovercrafts das weltweit erste Luftkissenfahrzeug mit Benzinmotor aus, welches deutlich effizienter betrieben werden konnte als vorherige Varianten. 1983 wurde mit der 1000TD erstmals ein Hovercraft mit Dieselmotor gebaut. Im Vergleich zur vorherigen Antriebssystemen boten Dieselmotoren eine deutlich höhere Zuverlässigkeit und sind weniger anfällig für Schäden durch Salzwasser. Im Mai 2000 wurde mit der 8000TD das, nach der Ausmusterung der SRN4, aktuell größte zivile Hovercraft vorgestellt.
Im Jahr 2008 wurde Griffon Hovercraft von der Bland Group übernommen und 2009 mit dem Unternehmen Hoverwork Ltd von der Isle of Wight vereinigt unter dem neuen Namen Griffon Hoverwork.

## Luftkissenfahrzeuge

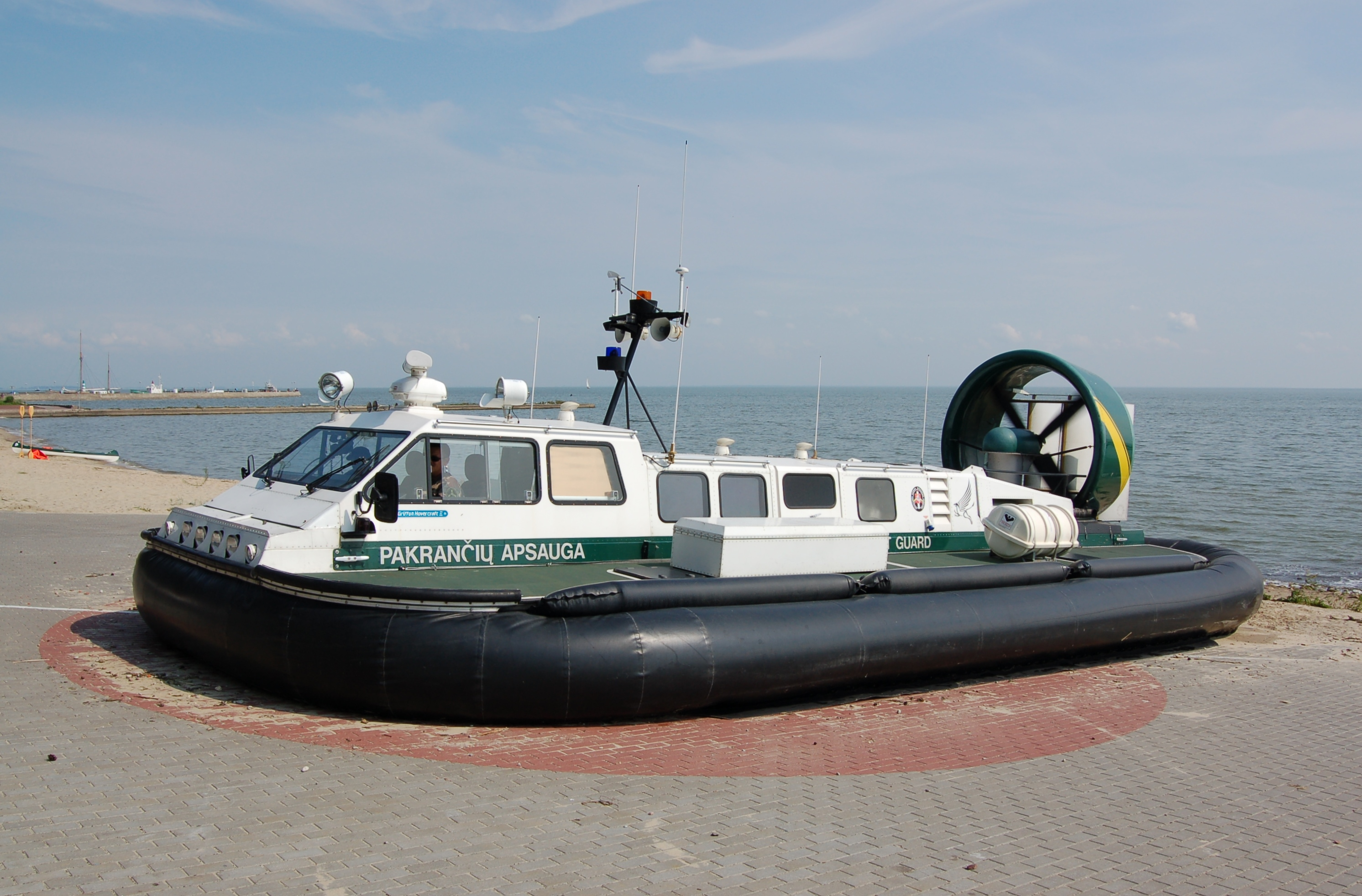
Ein 2000TD in Litauen

| Typ     | Nutzlast               | km/h | Kunden (Auswahl)                                       |
| ------- | ---------------------- | ---- | ------------------------------------------------------ |
| 380TD   | 6 Personen / 380 kg    | 58   |                                                        |
| 470TD   | 8 Personen / 470 kg    | 70   | Britische Küstenwache                                  |
| 1000TD  | 12 Personen / 1000 kg  | 62   | Thailändische Marine                                   |
| 2000TD  | 25 Personen / 2200 kg  | 81   | Royal Marines                                          |
| 3000TD  | 42 Personen / 4000 kg  | 86   | Shell                                                  |
| 4000TD  | 66 Personen / 5900 kg  | 81   |                                                        |
| 8000TD  | 84 Personen / 9300 kg  | 93   | Indische Küstenwache                                   |
| 8100TD  | 96 Personen / 12000 kg | 93   | Schwedische Marine                                     |
| 12000TD | ? Personen / 12000 kg  | 83   | Hovertravel: Fährdienst Ryde-Southsea (bei Portsmouth) |
| BHT     | ? Personen / 21000 kg  | 83   |                                                        |